# 10 cm Nebelwerfer 35
El 10 cm Nebelwerfer 35 (10 cm NbW 35) era un mortero pesado alemán empleado durante la Segunda Guerra Mundial.

## Historia y desarrollo
Al igual que el mortero M2 de 4.2 pulgadas estadounidense, fue ideado para disparar proyectiles químicos, ya sean de gas venenoso o fumígenos. Al contrario del mortero estadounidense, parece que desde el inicio disparó un proyectil de alto poder explosivo. Su diseño era convencional, siendo virtualmente un 8 cm GrW 34 agrandado. Se desarmaba en tres partes para su transporte. El cañón pesaba 31,7 kg, la placa base 36,3 kg y el bípode 32,2 kg. Cada pieza podía ser transportada por un hombre a una cierta distancia, pero se suministraban pequeñas carretillas cuando había que transportarlas a grandes distancias. Cada escuadra de morteros estaba compuesta por un líder de escuadra, tres artilleros y tres porteadores de munición.
Inicialmente fue desplegado en los batallones Nebelwerfer (lanzaniebla, en alemán) del Cuerpo Químico del Heer; exactamente como los estadounidenses inicialmente desplegaron sus propios morteros de 4.2 pulgadas en los batallones de morteros químicos. A partir de 1941, fueron reemplazados por el 10 cm Nebelwerfer 40 y el lanzacohetes múltiple 15 cm Nebelwerfer 41.  

## Historial de combate
Inicialmente fueron desplegados en los batallones Nebelwerfer numerados del 1 al 9, además del Nebel-Lehr Abteilung (Batallón de entrenamiento) y fueron empleados en la Batalla de Francia y durante la Operación Barbarroja.
También se formaron unidades especializadas que empleaban estos morteros, tales como el Gebirgs-Werfer-Abteilung 10 (Batallón de Morteros de montaña 10), que se formó en Finlandia a inicios de 1942 al expandir la Nebelwerfer-Batterie 222. A su vez, esta había sido convertida de la Octava Batería del Regimiento de Artillería 222 de la 181ª División de Infantería durante la invasión de Noruega.
Después de ser reemplazados en los cuerpos químicos, a los morteros se les encontró otros usos, inclusive su suministro a las unidades de Fallschirmjäger como morteros pesados.